# Juan José
Juan José est un opéra composé par Pablo Sorozábal. Divisé en trois actes, basé sur l'œuvre de Joaquín Dicenta (es), il est terminé en 1968, mais les autorités franquistes en empêchent la représentation. Une tentative de première en 1979 échoue, en raison de désaccords entre le compositeur et le Ministère de la Culture. En 2009, a lieu la première, à Saint-Sébastien, en version concert. Le 5 février 2016, le Teatro de la Zarzuela accueille la première mondiale en version scénique.

## Livret
Pablo Sorozábal a défini son œuvre comme un « drame lyrique populaire », en spécifiant que populaire voulait dire prolétaire et non pas folklorique. Il adapte lui-même la pièce de théâtre de Dicenta, aidé par les conseils de Aurora Dicenta, fille du dramaturge, comme il le raconte dans ses mémoires, Mi vida y mi obra (Fundación Banco Exterior, 1968).

## Résumé
Acte 1
L´acte I commence dans une taverne, dans les faubourgs de Madrid. Deux ouvriers discutent de l'amour de Juan José envers Rosa. Avant, Juan José était ivrogne, mais depuis qu´il connaît Rosa, il a changé. Il arrive alors sur scène et clame son amour et sa jalousie. Puis il part. Rosa arrive et rencontre Isidra, une vieille femme pauvre qui s´immisce dans ses affaires. Paco, contremaître et chef de Juan José, homme riche et apprécié de tous, tente de séduire Rosa, qui ne le repousse pas clairement. Juan José revient alors et se dispute avec Paco.
Acte 2
Rosa se trouve chez Juan José, où elle vit, avec Isidra et Toñuela, sa voisine. Elle se plaint de ne pas être heureuse avec Juan José, car elle vit dans la misère. Ce dernier arrive ensuite et annonce qu´il a perdu son travail, ce qui provoque une dispute, et Juan José finit par frapper Rosa. Immédiatement, il regrette son geste.
Acte 3
À cause d´un vol, Juan José est envoyé en prison, où un autre détenu lui propose un plan d´évasion. Il finit par accepter car il a reçu une lettre l´informant que Rosa vit désormais avec Paco. Le plan réussit et Juan José s´introduit chez Paco, dans l´espoir de reconquérir Rosa. Devant le refus de cette dernière, il décide de tuer Paco, et voulant étouffer les cris de Rosa, il la tue aussi. Les voisins, alertés par le bruit, arrivent et conseillent à l´assassin de s´enfuir. Mais celui-ci, choqué, reste sur scène.

## Musique
La musique de Sorozábal manifeste un profond lyrisme et alterne arias et duos, avec des rythmes populaires comme des habaneras, chotis, ou mazurkas, mais aussi des ressources modernes. La partition est concentrée, sans chœur, et sert le drame.

### Orchestration
C'est un orchestre symphonique qui sert de base à l'instrumentation de Juan José, réalisée par l'Orchestre de la Communauté de Madrid, titulaire du Teatro de la Zarzuela, dont le chef d'orchestre est Miguel Ángel Gómez Martínez.

## Distribution de la première[2]
- Rosa : Carmen Solís
- Toñuela : Silvia Vásquez
- Isidra : Milagros Martín
- Don Paco : Antonio Gandía
- Juan José: Ángel Ódena
- Andrés : Rubén Amoretti
- Cano : Ivo Stanchev
- Perico : Néstor Losán
- le bagnard : Lorenzo Moncloa
- le tavernier : Ricardo Muñiz